# Полип тела матки
Полип тела матки, или эндометрический полип, — полип, образующийся на поверхности эндометрия, выстилающего внутреннюю полость матки. Данный недуг, как правило, поражает до 10 % женщин. Полипы этого типа могут возникать как на большом широком основании, так и на удлинённом стебле (на ножке). Полипы на ножке встречаются чаще. Размер варьируется от нескольких миллиметров до нескольких сантиметров. Полипы на ножке, благодаря удлинённому стеблю, могут проникать через шейку матки во влагалище. У полипов, особенно крупных размеров, могут наличествовать тонкие кровеносные сосуды. Полипы могут быть удалены хирургически, применяя выскабливание как во время процедуры гистероскопии, так и без таковой. Хотя полипы тела матки представляют собой, как правило, доброкачественную опухоль, некоторые из них могут оказаться предраковыми или злокачественными. Примерно 0,5 % полипов тела матки содержат в себе клетки аденокарциномы.